# Мінерально-сировинна база будівельних матеріалів Івано-Франківської області

Мінерально-сировинна база будівельних матеріалів Івано-Франківської області
Надра Івано-Франківської області багаті на сировину для виробництва наступних видів будівельних матеріалів: цементу; цегли; керамічних і керамзитових виробів; будівельного і розпиловочного каміння; вапняків для випалу на вапно, технологічних потреб цукрової промисловості і розкислення ґрунтів; гіпсу будівельного; піску будівельного; щебеню і піщано-гравійних сумішей; облицювального каміння; виробні камені.
Будівельні організації, підприємства та приватні особи в області можуть повністю забезпечуватись всіма видами сировини за рахунок розвіданих власних мінеральних ресурсів за винятком розпиловочного каміння, виробних каменів та буто-щебеневої продукції.
Область характеризується широким спектром нерудних корисних копалин, приурочених до осадових і метаморфізованих порід різних геолого-структурних зон. Це вапняки, мергелі, гіпс і ангідрит, суглинки і глини, піски і піщано-гравійні суміші, пісковики, мармуризовані вапняки і родоніт-родохрозитові породи.
Розподіл родовищ на території області не рівномірний. Так виявлені і оцінені запаси цементної сировини (вапняк, мергель, гіпс, глина) зосереджені в основному на північному сході області (Галицький і Рогатинський райони). Камінь будівельний (вапняки і пісковики) розповсюджені в Городенківському, Рогатинському і Тлумацькому районах та в Карпатах — Долинський і Надвірнянський райони. Карбонатна сировина (вапняки) поширена в Придністров‘ї.
На всій території області, окрім Карпат, виявлені родовища глинистої сировини, придатної для виробництва цегли, черепиці, дренажних труб та кахлю.
До долин і терас рік Дністра і Прута та їхніх приток приурочені родовища піщано-гравійних сумішей.
Родовища будівельного і декоративного гіпсу розташовані в Подністров‘ї (Рогатинський, Галицький, Тлумацький і Тисменицький райони).
В області нараховується 239 родовищ будівельних матеріалів, в тому числі 133 детально розвіданих і врахованих Державним балансом запасів.
Розподіл балансових запасів мінеральної сировини по видах будівельних матеріалів і кількості родовищ наведені в таблиці.
Як видно з таблиці область в достатній мірі забезпечена сировиною для виробництва будівельних матеріалів, за винятком окремих видів, а саме: Цементна сировина — розвіданими запасами мергелю і вапняків Івано-Франківський ЦШК забезпечений на термін понад 50 років. Забезпеченість гіпсом — активна добавка до цементу, недостатня, гіпс завозиться з Чернівецької області. Доцільно провести дорозвідку, раніше опошукованої, перспективної ділянки «Медуха», що знаходиться поряд з діючими кар'єрами вапняку і мергелю. Це знизить собівартість цементу за рахунок зменшення транспортних витрат.
Скляна сировина. В області немає жодного родовища оціненого для виробництва скла чи склопродукції. Для цих цілей можливо провести переоцінку частини розвіданих запасів будівельних пісків або розвіданого і такого, що не експлуатується Погребесько-Городовського родовища силікатних пісків (А+В+С1 — 15 956 тис. м³) в Рогатинському районі.
Вапняки для цукрової промисловості — окрім двох розвіданих і експлуатуємих Городиського і Підвисоцького (Лопушнянського) родовищ вапняків, де приріст запасів неможливий, є можливість дорозвідати, при наявності інвестора, дві опошуковані площі в Рогатинському районі — «Чесники» і «Бабин» з запасами по категорії С2 72,6 і 30,1 млн т відповідно.
Керамзитова сировина — в межах області ця сировина по‘язана з глинами і суглинками четвертинного та неогенового віку. До останнього часу в області працював єдиний Болехівський керамзитовий завод на базі однойменного родовища. В зв'язку з низькою якістю глин родовища випуск керамзиту припинено.
В той же час детально розвідане, в 1989 році Вигівське родовище глин (Галицький район) для Бурштинського комбінату великопанельного домобудування з високими якісними показниками сировини і запасами 5,6 млн т не експлуатується.
Камінь будівельний та піщано-гравійні суміші. Як будівельний камінь використовують пісковики різного геологічного віку (від девонських до неогенових). Найбільші запаси пісковиків розвідані в Надвірнянському районі, три родовища з сумарними запасами 40,2 млн т. Основні види продукції — камінь бутовий, щебінь різних фракцій, камінь бордюрний, плита тротуарна і т. ін.
Піщано-гравійними сумішами (ПГС) сформовані надзаплавні тераси різних рівнів і сучасні заплави і русла основних рік. Із 50 родовищ, що розробляються в області лише 12 родовищ враховані Державним балансом. Використовується ПГС, в основному, в дорожньому будівництв і як наповнювачі для бетонних і асфальтових сумішей, як в природному вигляді так і переробленому (щебінь з гравію і валунів, митий пісок). Доцільність існування багатьох маленьких кар'єрів сумнівна, а екологічна шкода завдана відбором ПГС з русел і заплав рік значна. Необхідно розвідати ряд великих родовищ пісковиків в Карпатах, які зможуть задовольнити потреби області в щебені, та іншій продукції.
Декоративно-облицювальне каміння — представлене гіпсами тираської світи неогену, пісковиками дністровської серії девону та мармуризованими вапняками мезозою.
В Рогатинському районі розвідано два родовища декоративного гіпсу, які в даний час не розробляються. Є можливість дорозвідати при наявності інвесторів ще ряд опошукованих перспективних ділянок з значними запасами.
В області розвідано і враховано балансом лише два родовища пісковиків — Городницьке («Грежда») і Городницьке (Східне). Пісковики за своїми якісними і декоративними властивостями є перспективною облицювальною сировиною. Є перспективи виявлення нових родовищ.
Цінним декоративним і облицювальним матеріалом є мармуризовані вапняки в басейні рік Альбин і Перкалаб (Верховинський район). В цьому районі можливе виявлення промислових родовищ мармуризованих вапняків.
Виробні камені — родовище родоніту Прилуки.
Родоніт — це силікат марганцю. Відзначається рожевим, малиновим, червоно-бурим кольором з чорними дендритами та прожилками гідроокисів марганцю, що утворюють складні малюнки та візерунки.
Використовується як високодекоративний, облицювальний та ювелірно-обробний матеріал.
На Україні родовища і проявлення родоніту зустрічаються дуже рідко і відомі лише в межах Карпатського регіону — в Чивчинах і на Рахівщині. Державним балансом запасів враховане єдине попередньо розвідане родовище Прилуки з запасами по категорії С2-419т. Родовище підготовлене до дослідно-промислової експлуатації.
Родовище розташоване в Верховинському районі на південно-східному закінченні хребта Прилучного Чивчинського виступу Мармароського кристалічного масиву за 4—5 км від кордону з Румунією, у верхів'ях р. Білий Черемош. Найближчі населені пункти — села Перкалаб та Яблониця.
Родовище родоніту у Чивчинських горах стало відоме 1929 року, коли студент Львівського університету Б. Кордюк знайшов грудки манганової руди (родохрозитової) над однією з приток горішнього Черемошу. Ці грудки складалися з окварцьованої породи, в значній мірі пронизані псиломеланом.
Виходи марганцевих руд вдалося встановити лише у 1931 р. в двох місцях: в басейні р. Великого Москатина та в районі полонин хребта Прилучного.
В 1936—1937 роках Польським геологічним інститутом в Чивчинах були проведені пошуково-розвідувальні роботи під керівництвом Р. Красовського. Пошуково-розвідувальні роботи супроводжувались проходкою штолень (198 п. м), шурфів (361 п. м), бурових свердловин (516 п. м). В результаті було виявлено, що руда не залягає суцільним шаром, а утворює лише лінзи та гнізда різного розміру, а також на правому березі р. Маскотин, в верхів'ях струмка Сріблястого був встановлений новий вихід марганцевих руд, а в алювії струмка широкий розвиток уламків родоніт-родохрозитових руд. Великий інтерес являло собою виявлене скупчення валунів марганцевих руд в верхів'ях струмка Попадинець, в західній частині кристалічного масиву, раніше не відмічених.
Найбільш детально вивчені виходи марганцевих руд на південно-східному закінченні хребта Прилучний. Горизонт чорних рудоносних кварцитів простежується вздовж хребта на віддалі 1,0 км. На заході він обрізається розривним порушенням, на сході перекривається розсланцьованими порфіроїдами. Залягання родоніт-родохрозитового горизонту характеризується інтенсивною тектонікою, наявністю невеликих поперечних розривних порушень, по яких відмічаються незначні переміщення блоків. Падіння рудоносних кварцитів північно-західне по Аз 315—340°, під кутом від 35 до 60°. В межах горизонту встановлено три рудні лінзи.
Найбільша лінза в 1982—1983 роках була опошукована ВО «Західкварцсамоцвіти» і було встановлено, що родоніт-родохрозитова мінералізація утворює невеликі гнізда і прожилки. Основне тіло представлене лінзою з вичурними (заливоподібними) контурами середньої потужності до 10 м і простяганням ~ 10 м, розташованої в покрівлі чорних кварцитів. Лінза родоніт-родохрозиту перекрита окисленими марганцевими рудами і омарганцьованими сланцями.
Підземні води приурочені до четвертинних відкладів і палеозойського комплексу порід. Встановлені рівні води в свердловинах на глибинах більше 25 м.
Дві, менші рудні лінзи залягають нижче, в середині товщі чорних кварцитів. Чітко простежується вклинювання рудних лінз по простяганню і повільний їх перехід в безрудні кварцити.
Цікавим районом є басейн струмка Сріблястого, де відмічається велике скупчення досить крупних (0,2—0,5 м) слабо округлених і окислених уламків руд, що свідчить про наявність в бортах струмка корінних виходів родохрозит-родонітових руд.
Марганцеві руди по своєму складу чітко діляться на два типи: первинні — родоніт-родохрозитові (кремнисто-карбонатні) і вторинні — окислені.
Мікроскопічно це гірська порода малинового, червоного, брунато-червоного, зеленуватого кольору, з брекчійованим малюнком. В них проявляються яскраві смуги і плями малиново-рожевого кольору, що представляють собою родоніт («орлець»). Порода пронизана прожилками родохрозиту і кварцу.
Родоніт-родохрозитова порода добре ріжеться алмазними пилами, шліфується і приймає дзеркальну поліровку, зберігає щільність і цілісність в пластині до 1 см. Придатна як сировина для виробництва обробних виробів і декоративної оздоблювальної плитки. Вихід кондиційного родоніту, що відповідає вимогам ОСТ 41.11-7-76, становить 4,2 %.